# Black Jesus (serie televisiva)
Black Jesus è una serie televisiva statunitense del 2014, creata, diretta e sceneggiata da Aaron McGruder e Mike Clattenburg.
La serie è stata trasmessa per la prima volta negli Stati Uniti su Adult Swim dal 7 agosto 2014 al 30 novembre 2019, per un totale di 31 episodi ripartiti su tre stagioni.

## Trama
Il protagonista dello show in live-action è Gesù Cristo afro-americano che vive nei tempi moderni a Compton, California, con lo scopo di diffondere l'amore e la gentilezza in tutto il quartiere con il suo piccolo gruppo di seguaci.

## Episodi
| Stagione         | Episodi | Prima TV USA | Prima TV Italia |
| ---------------- | ------- | ------------ | --------------- |
| Prima stagione   | 10      | 2014         | inedita         |
| Seconda stagione | 11      | 2015         | inedita         |
| Terza stagione   | 10      | 2019         | inedita         |

## Personaggi e interpreti
- Gesù Cristo (stagioni 1-3), interpretato da Gerald "Slink" Johnson.
- Victor "Vic" Hargrove (stagioni 1-2), interpretato da Charlie Murphy.
- Lloyd Hamilton (stagioni 1-3), interpretato da John Witherspoon.
- Maggie (stagioni 1-2), interpretata da Kali Hawk.
- Boonie (stagioni 1-3), interpretata da Corey Holcomb.
- Fish (stagioni 1-2), interpretato da Andra Fuller.
- Trayvon (stagioni 1-2), interpretato da Andrew Bachelor.
- Signora Tudi (stagioni 1-3), interpretata da Angela E. Gibbs.
- Jason (stagioni 1-3), interpretato da Antwon Tanner.
- Dianne (stagioni 1-3), interpretata da Valenzia Algarin.
- Shalinka (stagioni 1-3), interpretata da Dominique.

## Produzione
La serie ha debuttato il 7 agosto 2014. Il 10 dicembre 2014, la serie è stata rinnovata per una seconda stagione che ha debuttato il 18 settembre 2015. La serie è stata rinnovata per una terza stagione.

## Distribuzione

### Trasmissione internazionale
- 7 agosto 2014 negli Stati Uniti su Adult Swim;
- 8 giugno 2015 in Australia su The Comedy Channel;[4]
- 14 novembre 2018 in Africa su Showmax;[5]
- 1º aprile 2019 in Canada su Adult Swim.[6]

## Accoglienza
Black Jesus ha ricevuto recensioni generalmente positive.
Metacritic, che assegna un punteggio fino a 100, per la prima stagione ha assegnato un punteggio medio di 73, che indica "recensioni generalmente positive", sulla base di cinque recensioni. Brian Lowry di Variety ha dato alla serie una recensione positiva, dicendo: "Black Jesus è divertente, in parte perché si avventura con tanto di entusiasmo, ma la maggior parte dei produttori e delle reti, sono logorati da anni di richieste di boicottaggio, sponsor e cattiva pubblicità, ma hanno semplicemente deciso che è più facile evitare. Robert Lloyd del Los Angeles Times ha dato alla serie una recensione positiva, dicendo" non sto dicendo che è particolarmente profonda e che è pieno di linguaggio che non può essere riscritto in questo giornale, ma è di buon carattere, con una commedia dolce e piena di speranza. Soraya Nadia McDonald del Washington Post ha detto," Come i suoi omologhi terrestri, Black Jesus non ha un track record perfetto, ma dà comunque dei grandi concetti e, in un certo senso, dà il buon esempio. Se non altro, sembra che McGruder sta cercando di dire al pubblico che, se Gesù è proprio come noi, forse non siamo così distanti nell'essere come lui. James Poniewozik di Time ha dichiarato: "Ci si potrebbe aspettare che McGruder, data la vicenda dei The Boondocks, potrebbe essere sbattuto fuori per la satira religiosa troppo appuntita, ma Black Jesus è davvero più di una commedia e la trova una serie di gran cuore".